# 諫早清直
諫早 清直（いさはや きよなお）は、安土桃山時代から江戸時代初期にかけての武士。肥前国佐賀藩士、後に長州藩士。

## 生涯
龍造寺四家の一つである諫早鍋島家（諫早氏）の初代当主・龍造寺家晴の子として誕生。
父・家晴と仲違いしたため家督を相続できず、肥前国武雄で剃髪して「鷹屋入壷」と改名した。なお、諫早氏の家督は弟・直孝が相続する。
その後は毛利秀就に仕え、慶長17年（1612年）5月5日に死去。長男・清信が後を継ぎ、子孫は長州藩士として存続する。